# Intrigue au Congo
Pour plus de détails, voir Fiche technique et Distribution.
Intrigue au Congo (Congo Crossing) est un film américain réalisé par Joseph Pevney en 1956.

## Fiche technique
- Titre : Intrigue au Congo
- Titre original : Congo Crossing
- Réalisation : Joseph Pevney
- Scénario : Richard Alan Simmons d'après une histoire de Houston Branch
- Musique : Irving Gertz et Henry Mancini (non crédités)
- Photo : Russell Metty
- Montage : Sherman Todd
- Direction artistique : Robert F. Boyle et Alexander Golitzen
- Costumes : Bill Thomas
- Production : Howard Christie
- Société de production et de distribution : Universal Pictures
- Pays de production : États-Unis
- Langue : anglais
- Genre : Film d'aventure
- Format : Couleur (Technicolor) - Son : Mono (Western Electric Recording)
- Durée : 85 minutes
- Date de sortie :
  - États-Unis : juillet 1956

## Distribution
- Virginia Mayo : Louise Whitman
- George Nader : David Carr
- Peter Lorre : Colonel John Miguel Orlando Arragas
- Michael Pate : Bart O'Connell
- Rex Ingram : Dr. Leopold Gorman
- Tonio Selwart : Carl Rittner
- Kathryn Givney : Amelia Abbott
- Tudor Owen : Emile Zorfus
- Raymond Bailey : Peter Mannering
- George Ramsey : Miguel Diniz
- Maurice Donner : Marquette
- Bernie Hamilton : Pompala
- Harold Dyenforth : Steiner

## Analyse
D'après Jean Tulard, il s'agit d'un étonnant film d'aventures exotiques « où Peter Lore fait une extraordinaire composition de policier cynique et corrompu ».